# Malaxis nelsonii
Malaxis nelsonii är en orkidéart som beskrevs av Oakes Ames. Malaxis nelsonii ingår i släktet knottblomstersläktet, och familjen orkidéer. Inga underarter finns listade i Catalogue of Life.